# Louis Joseph de la Boëssière de Chambors
Louis Joseph Baptiste de la Boëssiere, comte de Chambors, né le 31 janvier 1756 à Paris, mort le 20 février 1840, est un général français de la révolution et de l’Empire.

## Biographie
En 1756, le roi érige pour lui et ses descendants mâles, la terre de Chambors (Oise) en comté. 
Il entre en service comme sous-lieutenant au régiment du colonel-général-dragons le 24 mars 1772, il est promu capitaine dans le régiment de La Rochefoucauld dragons le 7 avril 1774. Par brevet du 19 janvier 1777, il est désigné gentilhomme d’honneur de Monsieur comte d’Artois, et le 3 juin 1779, il devient colonel en second dans le régiment d’infanterie de La Fère. Le 30 avril 1780, il passe en qualité de mestre de camp en second du régiment d’infanterie du maréchal Turenne. Le 10 mars 1788, il devient mestre de camp du régiment d’infanterie d’Austrasie et est créé chevalier de Saint-Louis le 17 mars 1790.
Vicomte de Couserans, il est député du 28 mai 1789 au 30 septembre 1791 à l'Assemblée nationale constituante au titre du Tiers état.
Le 1er mars 1791, il est promu général de brigade par un décret de l’assemblée nationale. Peu après, il émigre et, en 1792, effectue plusieurs campagnes en qualité d’aide de camp de « Monsieur ». Il est nommé major de l’infanterie d’un corps levé à l’étranger par le comte Étienne de Damas, et ce corps est totalement détruit à la bataille de Quiberon le 21 juillet 1795, tragique pour le camp royaliste. 
Le 11 octobre 1796, il se met au service du Portugal avec le grade de brigadier. En 1801, il commande deux brigades d’infanterie contre les Espagnols et, en 1802, il est chargé d’inspecter l’infanterie et les places du Royaume de Portugal. Par décret du 24 juin 1807, il est nommé général de brigade et commandant du 15e régiment d’infanterie de l’armée portugaise.
Fin 1807, lorsque les troupes françaises aux ordres du général Junot duc d’Abrantès s’emparent du royaume, il est employé à l’État-major de ce général qu’il accompagne à la bataille de Vimeiro le 21 août 1808, puis après un bref séjour en France, il rejoint le duc d’Abrantès au siège de Saragosse. 
En 1809, il est mis à la disposition du gouvernement espagnol et il est chargé d’inspecter la route entre Bayonne et Madrid, puis il rejoint l’armée du Portugal commandée par le Maréchal Masséna prince d’Elssing et il participe à toutes les campagnes de cette armée jusqu’en 1813. 
En vertu d’un ordre en date du 3 mai 1813, il rentre en France avec le traitement de non activité, sans cependant avoir été rayé de la liste des émigrés. 
En 1815, le roi Louis XVIII le rétablit dans ses droits et le rappelle à l’exercice de sa place de gentilhomme d’honneur.
Il est fait général de division le 11 mars 1820.